# Хірурги планети
«Хірурги планети», або «Планетний хірург» (фр. Chirurgiens d'une planète) — науково-фантастичний роман французького письменника Жерара Клайна, де йдеться про колонізування й освоєння Марса землянами. Перше видання вийшло у 1960 році. У 1987 році вийшло перероблене видання під назвою «Сон (Мрія) лісів» (Le Rêve des Forêts), де автор вніс зміни відповідно до наукових досягнень. Цей роман є першою частиною трилогії «Саги д'Аржира» (La Saga d'Argyre): другий роман — «Сонячні вітрильники» (Les voiliers du soleil, 1961 рік), третій — «Тривала подорож» (Le long voyage, 1964).

## Зміст
На планеті Марс землянин-кліматолог Архім Норойт розробляє проєкт, який повинен поліпшити якість води, повітря та землі, щоб стали більш відповідними Землі (програма тераформування). Цьому протистоїть Жан д'Аржир, представник могутньої родини й голова Великої ради Марса. Останній побоюється, що внаслідок поліпшення умов життя сюди масово почнуть переселятися земляни і його родина втратить вплив. Донька д'Аржира — Гена — закохана в Норойта й допомагає тому.
Для допомоги в реалізації кліматичного проєкту з Землі прибуває Жорж Бейль, який вчасно втручається й попереджає змову проти Архіма Норойта, якого планувалося вбити. Після цього Бейль змушує Жана д'Аржира підтримати діяльність зі тераформування Марса. Але Жан не витримує поразки й накладає на себе руки.
Проєкт йде своїм чином. Бейль починає доправку води та атмосфери з Землі. Для цього використовується Середземне море та Антарктида. Під час перенесення матеріалу над Антарктидою вибухає супутник, унаслідок чого гине багато людей. Згодом з'ясовується, що один з очільників проєкту зміни Марса — Каренхейм — влаштував цей саботаж. Він бажає сам очолити проєкт та розпочати конфлікт між землянами та марсіанами для наступної війни задля повного підкорення Землею Марса. Усі ці плани порушує Жорж Бейль, який з інформацією про проєкт повертається на Землю.